# خطأ النبيذ
خطأ النبيذ أو عيب النبيذ هي صفة سيئة مميزة في النبيذ الناجمة في كثير من الأحيان عن سوء صناعة النبيذ أو ظروف التخزين السيئة، مما يؤدي إلى تلف النبيذ. العديد من المركبات التي تسبب خطأ النبيذ هي بالفعل موجودة بشكل طبيعي فيه ولكن في تركيزات غير كافية لتؤثر سلبا عليه. في الواقع، اعتمادا على التصور فإن هذه التركيزات قد تعطي صفات إيجابية إلى النبيذ. ومع ذلك، عندما يتجاوز تركيز هذه المركبات كثيرا العتبة الحسية، فإنها تبدل أو تحجب النكهات و الروائح الخاصة بالنبيذ والتي يجب أن تصدر عنه (أو كما يريد صانع النبيذ منه). في نهاية المطاف تنخفض جودة النبيذ، مما يجعلها أقل جاذبية و في بعض الأحيان غير صالحة للشرب.
هناك العديد من أسباب لإدراك في أخطاء النبيذ، بما في ذلك سوء النظافة في مكان الخمر، التعرض المفرط و/أو الغير كاف للنبيذ إلى الأكسجين، التعرض المفرط أو الغير كاف للنبيذ إلى الكبريت، النقع المفرط للنبيذ إما قبل أو بعد التخمير، تصفية و استقرار النبيذ الغير جيدة، واستخدام برميل بلوط قذر، استخدام برميل مر عليه وقت طويل واستخدام أنواع رديئة من الفلين. خارج مكان الخمر، العوامل الأخرى التي هي تحت سيطرة على الموزع أو المستخدم النهائي للنبيذ يمكن أن تسهم في إدراك العيوب في النبيذ. وتشمل سوء تخزين النبيذ بتعريضه إلى الحرارة المفرطة والتقلبات في درجات الحرارة حيث يمكن إدخال مواد أو روائح إلى ما كان سابقا نظيفة و خالية من أخطاء النبيذ.

## الاختلافات بين العيوب و الأخطاء
في تذوق النبيذ، هناك تمييز بين ما يعتبر عيب وبين ما يعتبر خطأ. عيوب النبيذ تعتبر صفات طفيفة التي تحيد عن ما ينظر إليها كخصائص طبيعية للنبيذ. وتشمل ثاني أكسيد الكبريت المفرط، الحموضة المتقلبة، عبير بريت و ثنائي الأسيتيل أو عبير الزبدة. الكمية التي عندها تصبح هذه الروائح أو الصفات مفرطة تعتمد على الأذواق من  عتبة التعرف من ذواق النبيذ. عموما، النبيذ الذي به هذه الصفات لا يزال يعتبر صالحا للشرب من قبل معظم الناس. إلا أن بعض العيوب مثل الحموضة المتقلبة يمكن اعتبارها خطأ عندما تكون زائدة لدرجة أنها تطغى على مكونات أخرى من النبيذ. أخطاء النبيذ عموما هي الصفات الرئيسية التي تجعل النبيذ غير صالحا للشرب عند معظم متذوقي النبيذ. أمثلة من أخطاء النبيذ تشمل الأسيتالدهيد وأسيتات الإيثيل.

## الكشف عن الأخطاء عند تذوق النبيذ
الغالبية العظمى من أخطاء النبيذ يتم اكتشافها من قبل الأنف والروائح المميزة التي تنتج منه. ومع ذلك، فإن وجود بعض أخطاء النبيذ يمكن الكشف عنها بواسطة وسائل بصرية. على سبيل المثال الأكسدة المبكرة يمكن ملاحظتها عن طريق اصفرار أو احمرار لون النبيذ. علامة فقاعات الغاز في الخمور التي لا يقصد بها أن تكون متألقة يمكن أن يكون علامة على التخمر الذي يحدث في الزجاجة. الفواصل الغير عادية في لون النبيذ يمكن أن يكون علامة وجود نحاس زائد،  حديد أو بروتينات لم يتم إزالتها خلال عملية التنقية أو التصفية. النبيذ مع لون غير عادي بالنسبة إلى مجموعته أو منطقة النبيذ يمكن أن يكون علامة نقع زائد أو غير كاف أو ضعف التحكم في درجة الحرارة خلال التخمير. الأدلة الدقيقة لأخطاء النبيذ المحتملة تشمل الطعم الحامضي الحارق المصحوب بحموضة متقلبة والتي يمكن أن تجعل النبيذ سيئا.

## الأكسدة
أكسدة النبيذ هو ربما خطأ النبيذ الأكثر شيوعا لأن وجود الأكسجين والمحفز هما المتطلبان الوحيدان لحدوث هذه العملية.
الأكسدة يمكن أن تحدث في جميع خطوات عملية صناعة النبيذ، وحتى بعد تعبئة النبيذ في الزجاجات. الانثوسيانين والكاتيشين وغيرهما من الفينولات الموجودة في النبيذ هي أكثر المواد التي تتأكسد بسهولة مما يؤدي إلى فقدان اللون والطعم والرائحة - في بعض الأحيان يشار إلى ذلك باسم التسطيح. في معظم الحالات فإن مركبات مثل ثاني أكسيد الكبريت أو حمض الإيثوربيك يتم إضافتهم إلى النبيذ من قبل صانعي النبيذ، حيث يقومون بحماية النبيذ من الأكسدة كما يتحدون مع بعض منتجات الأكسدة للحد من تأثير الحسية. وبصرف النظر عن الأكسدة الفينولية، فإن الإيثانول الموجود في النبيذ يمكن أيضا أن يتأكسد إلى غيره من المركبات المسؤولة عن فساد الرائحة والنكهة.

تأكسد الإيثانول

### الأسيتالدهيد
الأسيتالدهيد هو منتج وسيط من تخمر الخميرة؛ إلا أنها تقترن أكثر شيوعا مع تأكسد الإيثانول المحفز بواسطة انزيم نازع هيدروجين الكحول. تكوين الأسيتالديهيد يرتبط أيضا مع وجود سطح فيلم لتشكيل الخمائر والبكتيريا مثل بكتريا حمض الخليك التي تكون المركب عن طريق نزع مجموعة الكربوكسيل من البيروفات.  العتبة الحسية  للأسيتالديهيد هي 100-125 مجم/لتر. تسمم الأسيتالديهيد ينتج أيضا عن الإفراط في شرب الكحوليات.

### حمض الخليك
حمض الخليك في النبيذ، غالبا ما يشار إليه بالحموضة المتقلبة (VA) أو الخل، يمكن أن يسهم به العديد من مشاكل النبيذ من الخمائر والبكتيريا. هذا يمكن أن يكون إما بسبب منتج ثانوي من التخمير، أو تلف بسبب انتهاء صلاحية النبيذ. بكتريا حمض الخليك، مثل تلك التي من أجناس الخلالة و الجلوكونوباكتر تنتج مستويات عالية من حمض الخليك. العتبة الحسية لحمض الخليك في النبيذ >700 ملغ/لتر ، مع تركيزات أكبر من 1.2-1.3 g/L يصبح النبيذ غير سار.
هناك آراء مختلفة حول مستوى الحموضة المتقلبة المناسبة للحصول على أعلى جودة للنبيذ. على الرغم من أن التركيز العالي جدا من المؤكد أنه سيترك نتيجة غير مرغوب فيها، نبيذ بطعم 'الخل'، بعض تركيزات حمض الخليك في النبيذ أصبحت في مستويات متقدمة لإنشاء طعم أكثر تعقيدا مرغوب فيه. 

## مركبات الكبريت
الكبريت يستخدم كمادة مضافة أثناء عملية صناعة النبيذ في المقام الأول من أجل وقف الأكسدة كما ذكر أعلاه ولكن أيضا كمركبات  مضادة للميكروبات. عندما تدار بشكل صحيح في النبيذ، فإن وجودها لا يتم الكشف عنه في كثير من الأحيان،  لكن عندما تستخدم بتهور يمكن أن تسهم في فساد النكهة والرائحة حيث تصبح متقلبة وقوية. مركبات الكبريت عادة ما يكون لها عتبة حسية منخفضة.

### ثاني أكسيد الكبريت
ثاني أكسيد الكبريت هو مركب مضاف للنبيذ شائه، يستخدم من أجل مضادات الأكسدة الموجودة به ومن أجل خصائصه الحافظة. عندما لا يدار ساتخدلمه بشكل جيد يمكن أن يكون بكمية زائدة، مع الإدراك في النبيذ بقايا مثل أعواد الثقاب، المطاط المحترق، أو النفتالين. النبيذ مثل هذه غالبا ما يسمى كبريتي.

### كبريتيد الهيدروجين
كبريتيد الهيدروجين (H2S) يعتقد عموما أنه ناتج ثانوي عن تخمر الخميرة في بيئة محدودة الهيدروجين. حيث يتشكل عندما تتخمر الخميرة عبرمسار اختزال الكبريتات. النبيذ المتخمر غالبا ما يستكمل مع ثنائي فوسفات الأمونيوم (DAP) كمصدر للنيتروجين لمنع تكون H2S. العتبة الحسية لكبريتيد الهيدروجين هي 8-10 ميكروغرام/لتر، مع مستويات أعلى من هذا تظهر رائحة البيض الفاسد إلى النبيذ. كبريتيد الهيدروجين كذلك يمكن أن يتفاعل مع مركبات النبيذ مكونا الثيول وثنائي الكبريتيد.

### الثيولات

إيثانثيول

الثيولات يتم إنتاجها في النبيذ بتفاعل كبريتيد الهيدروجين مع مكونات النبيذ مثل الإيثانول. ويمكن تكوينها إذا تم السماح للنبيذ المنتهي بالاتصال المباشر الطويل مع الثمالة. يمكن منع هذا عن طريق أرففة النبيذ. الثيولات لديها عتبة حسية منخفضة جدا حوالي 1.5 ميكروغرام/لتر, مع مستويات أعلى مما تسبب روائح البصل، المطاط، الظربان. علما بأن ثاني ميثيل الكبريتيد يتكون من أكسدة ميثيل الثيول.

## بيئية

### عيوب الفلين

2,4,6-ثلاثي كلورو أنيسول

عيوب الفلين هي خطأ في النبيذ يعزى معظمها إلى مركب 2,4,6-ثلاثي كلورو أنيسول (TCA)، على الرغم من المركبات الأخرى مثل جاياكول، جيوزمين، ميثيل ليزو بورنيول يعتقد أن لها دور كذلك. TCA ينشأ ينشأ على الأرجح كمستقلب من نمو العفن على برميل نبيذ فلين الكلور أبيض. حيث يسبب رائحة ترابية عفنة في النبيذ والتي تحجب بسهولة رائحة الفاكهة الطبيعية الخاصة بالنبيذ لتجعل النبيذ سيئا للغاية.

### أضرار الحرارة
النبيذ التالف بسبب الحرارة كثيرا ما يشار إليه بأنه «مطبوخ»، مما يوحي كيف أن الحرارة يمكن أن تؤثر على النبيذ. درجة حرارة التخزين المثالية للنبيذ المقبولة عموما إلى 13 درجة مئوية (55 درجة فهرنهايت). الخمور التي يتم تخزينها في درجات الحرارة إلى حد كبير أعلى من هذا سوف تشهد زيادة في معدل التلف. النبيذ يتعرض إلى درجات الحرارة القصوى سوف يتمدد حراريا، وحتى قد يندفع بين السدة و الزجاجة ويتسرب من أعلى. عند فتح زجاجة من النبيذ، إذا تمت ملاحظة أثر من النبيذ على طول السدة فإن السدة قد تم دفعها جزئيا إلى خارج الزجاجة، أو إذا تمت ملاحظة النبيذ على قمة السدة مع بقاء النبيذ داخل الزجاجة فإنه في الغالب قد تلف بسبب الحرارة. النبيذ التالف بسبب الحرارة عادة ما يتأكسد والنبيذ الأحمر عادة ما يكتسب لون الطوب الأحمر.

### التعرض للضوء
النبيذ المعرض للضوء هي تلك التي حصلت على تعرض مفرط من الأشعة فوق البنفسجية، خاصة في حدود 325 إلى 450 نانو متر. أنواع النبيذ الحساسة جدا للضوء، مثل الشمبانيا، عادة ما تكون الأكثر تضررا، النبيذ الأحمر نادرا ما تصبح معرضا للضوء بسبب المركبات الفينولية الموجودة في النبيذ التي تحميه. تلف التعرض للضوء يعتقد أن سببه مركبات الكبريت مثل كبريتيد ثنائي ميثيل. في فرنسا تلف التعرض للضوء يعرف باسم " goût de lumière"الذي يترجم إلى طعم الضوء. هذا الخطأ يفسر لماذا الخمور عموما تعبأ في زجاجات من الزجاج الملون، الذي يمنع الأشعة فوق البنفسجية، و لماذا النبيذ يجب أن يتم تخزينه في البيئات المظلمة.

## الكائنات الدقيقة

### بريتانوميسيس
خميرة بريتانوميسيس تنتج مجموعة واسعة من نواتج الأيض عندما تنمو في النبيذ، وبعضها مركبات فينولية متقلبة. معا هذه المركبات غالبا ما يشار إليها بالخطأ الفينولي، صفة البريتانوميسيس أو ببساطة «بريت». المقومات الرئيسية مدرجة أدناه، مع العتبة الحسية المشتركة والواصفات الحسية:
- 4-إيثايل فينول (>140 ميكروغرام/لتر): كمطهر
- 4-إيثايل جواياكول (>600 ميكروغرام/لتر): لحم الخنزير المقدد، التوابل والقرنفل
- الحمض الإيزوفاليريكي: الجبن

### الجيوسمين
الجيوسمين مركب مع مجموعة متميزة جدا من النكهات والروائح الترابية العفنة وبعتبة حسية منخفضة للغاية 10 أجزاء في التريليون. وجوده في النبيذ عادة ما يكون مشتقا كالمستقلب من نمو الشعاويات الخيطية مثل السبحيات والعفن مثل العفن الرمادي والبنسلين المتمدد على العنب. النبيذ يتأثر بالجيوسمين ولكن لا ينتسب إليه وغالبا ما يعتقد أن له خصائص ترابية. خطأ الجيوسمين يحدث في جميع أنحاء العالم وقد تم العثور على أحدث الطرازات من النبيذ الأحمر من بوجوليه، بوردو، عنابي و اللوار في فرنسا. الجيوسمين يعتقد أيضا أن يكون عاملا مساهما في خطأ الكورك.

### بكتريا حمض اللاكتيك
بكتيريا حمض اللاكتيك لها دور مفيد في صناعة النبيذ في تحويل حمض الماليك إلى حمض اللاكتيك في عملية التخمر الغذائي. إلا أنه بعد إنجاز هذه المهمة، فإن البكتيريا قد تظل موجودة في النبيذ، حيث يمكن أن تخمر مركبات أخرى وتسبب أخطاء النبيذ. الخمور التي لم تخضع للتخمر اللبني قد تكون ملوثة ببكتيريا حمض اللاكتيك، مما يؤدي إلى إعادة تخمر النبيذ ليصبح عكرا، وفوار قليلا. ويمكن تجنب ذلك عن طريق التصفية المعقمة للنبيذ مباشرة قبل تعبئته. بكتيريا حمض اللاكتيك يمكن أيضا أن تكون مسؤولة عن أخطاء أخرى في النبيذ مثل تلك المذكورة أدناه.

#### عيب المرارة

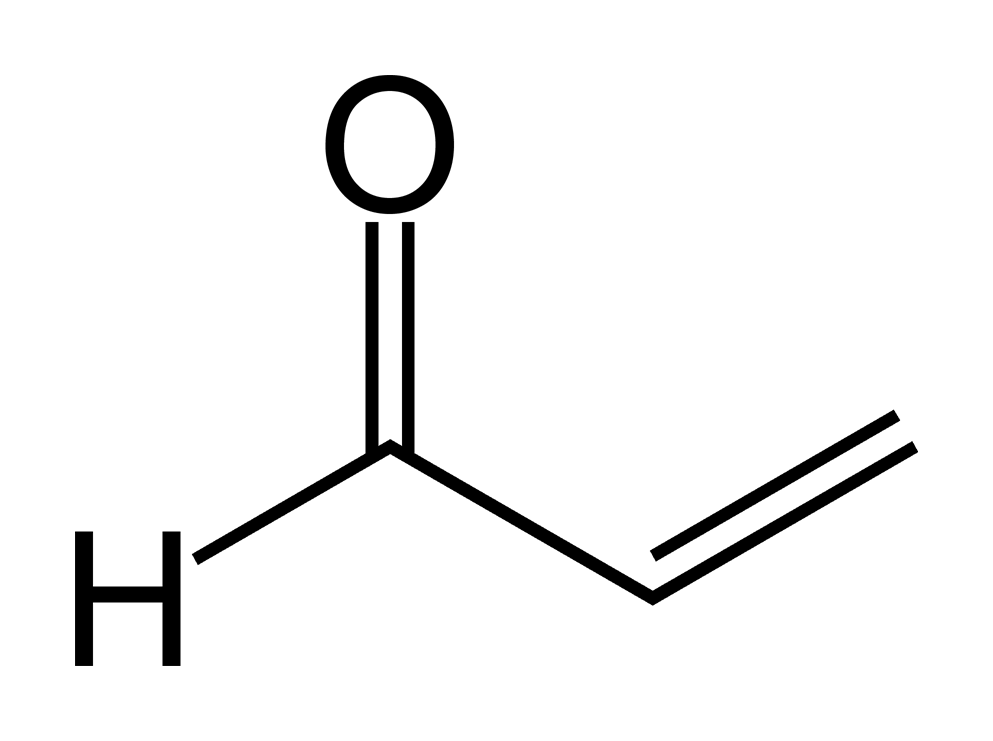
الأكرولين

عيب المرارة هو خطأ غير شائع تنتجه سلالات معينة من البكتيريا من أجناس البكتريا المملسة، العصية اللبنية. حيث يبدأ من تحلل الجلسرين، وهو مركب طبيعي موجود في النبيذ في مستويات 5-8 غرام/لتر، عبر الإنزيم المحلل 3-هيدروكسي بروبريونالدهيد. بمرور الوقت يتحلل ثانية إلى الأكرولين الذي يتفاعل مع الانثوسيانين وغيرها من الفينولات الموجودة في النبيذ ليتكون العيب. ولأن النبيذ الأحمر يحتوي على مستويات عالية من الانثوسيانين فهو عموما أكثر عرضة للإصابة بهذا الخطأ.

### التفأر

2-أسيتايل-3,4,5,6-
تيتراهيدروبيريدين

التفأر هو خطأ نبيذ في معظم الأحيان يعزى إلى بكتريا بيترامينوميسيس ولكن يمكن أيضا أن ينشأ من بكتريا حمض اللبنيك، البكتريا العصوية اللبنية، بكتريا الخميرة اللبنية وبالتالي يمكن أن تحدث في التخمر اللبني. المركبات المسؤولة هي مشتقات اللايسين، أساسا؛
- 2-أسيتايل-3,4,5,6-تيترا هيدروبيريدين
- 2-أسيتايل-1,4,5,6-تيتراهيدروبيريدين

العيوب ليست متقلبة في الرقم الهيدروجيني للنبيذ، وبالتالي ليس واضحا كالرائحة. ومع ذلك، عندما تختلط مع قليل من قاعدية اللعاب يمكن أن تصبح واضحة جدا على سقف الفم،  خصوصا في الجزء الخلفي من الفم.

### إعادة التخمر
إعادة التخمر، في بعض الأحيان تسمى التخمر الثانوي، ينتج عن إعادة تخمر الخمير للسكر المتبقي الموجود داخل زجاجات النبيذ. وهو يحدث عندما يتم تعبئة النبيذ الحلو في زجاجات غيرمعقمة مما يسمح بوجود الكائنات الحية الدقيقة. الخميرة الأكثر شيوعا التي تعيد تخمر النبيذ هي خميرة النبيذ القياسية  فطريات الخميرة. القضايا الرئيسية المرتبطة بالخطأ تشمل التعكر (من الكتلة الحيوية لإنتاج الخميرة) ، فائض إنتاج الإيثانول (قد تنتهك وسم القوانين)، الكربنة الطفيفة، وبعض الروائح الخشنة. إعادة التخمر يمكن الوقاية منها عن طريق تعبئة الخمور الجافة (مع السكر المتبقي مستويات <1.0 غم/لتر)، التصفية المعقمة للنبيذ قبل التعبئة، أو إضافة مواد كيميائية حافظة مثل ثنائي ميثيل البيكربونات.

## مجموعة التعفن
الكائنات المسئولة عن مجموعة التعفن للعنب هي الفطريات الخيطية الأكثر شيوعا منها هي  المعنقدة الرمادية (العفن الرمادي) ومع ذلك، فإن هناك مجموعة أخرى من الفطريات المسؤولة عن تعفن العنب مثل الرشاشية، البنسيليوم، والفطريات الموجودة في المناخات المدارية. مجموعة أخرى أكثر شيوعا المرتبطة بأمراض الخضري والتي يمكن أيضا أن تصيب عناقيد العنب (على سبيل المثال:  فوموبسيس، فيتيكولا). المركبات الموجودة في عناقيد العنب المصابة بمجموعة التعفن  والنبيذ عادة ما توصف بأنها مصابة بالفطر، ترابي الروائح وتشمل أوكتين-3، الفينكول والفينكون.

## روابط خارجية
- Organoleptic defects in wine (PDF document)
- How to Spot Faulty Wine, from The Wine Doctor
- A Word about Wine Flaws in Enobytes Wine Online